# Sidney Dawson
Sidney Dawson (sinh năm 1893) là một cầu thủ bóng đá người Anh thi đấu ở vị trí hậu vệ.